# ویم مئوتستگه
ویم مئوتستگه (انگلیسی: Wim Meutstege؛ زادهٔ ۲۸ ژوئیهٔ ۱۹۵۲) بازیکن فوتبال اهل پادشاهی هلند است.
از باشگاه‌هایی که در آن بازی کرده‌است می‌توان به باشگاه فوتبال گو اهد ایگلز، باشگاه فوتبال اکسلسیور، باشگاه فوتبال آژاکس آمستردام، و باشگاه فوتبال اسپارتا روتردام اشاره کرد.
وی همچنین در تیم ملی فوتبال هلند بازی کرده‌است.